# Teatro de Dança Inbal

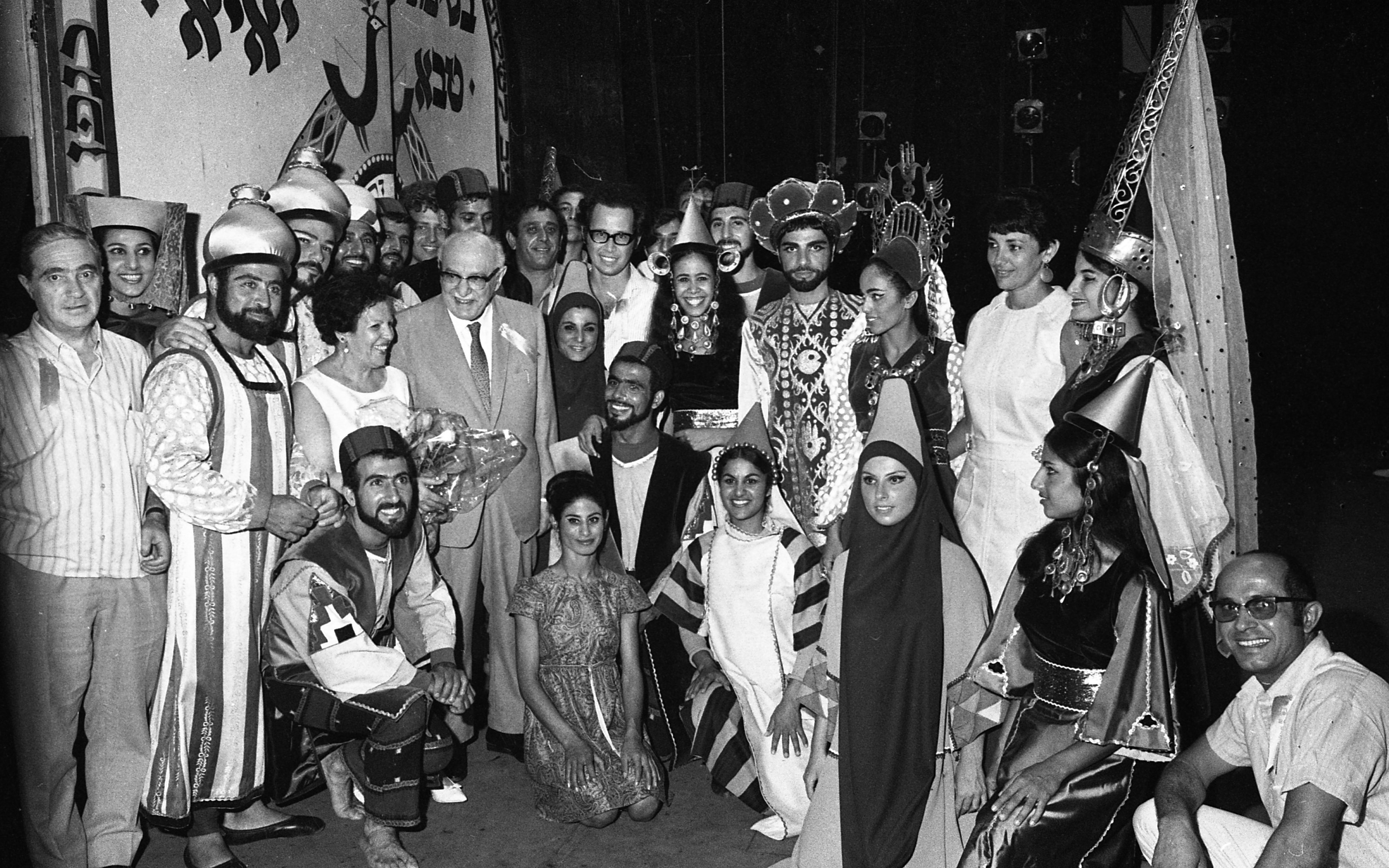
Teatro de Dança Inbal, 1969

O Teatro de Dança Inbal (להקת מחול ענבל) é um grupo de dança que opera em Israel. O tema e os materiais do grupo lida com derivam da tradição judaica e do património e do folclore do vários grupos étnicos em Israel - judeus e não judeus - como o Iêmen, Marrocos, persa e curdos folclore, a Chasidic comunidade e sociedade árabe. O grupo é conhecido por incorporar temas bíblicos e uma linguagem antiga de dança em movimentos de dança moderna.